# T. V. Soong

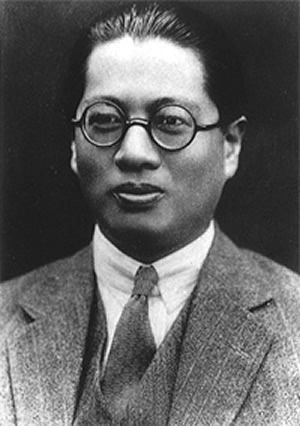
T. V. Soong in den 1930er Jahren.

Soong Tse-ven (chinesisch 宋子文, Pinyin Sòng Zǐwén, W.-G. Sung Tzu-wen; * 4. Dezember 1894 in Shanghai, Kaiserreich China; † 26. April 1971 in San Francisco) war ein Geschäftsmann und Politiker der Republik China, der er unter anderem als Finanzminister (1928–33), Leiter der chinesischen Zentralbank (1928–34) und Ministerpräsident (1932–33) diente.

## Leben
T. V. Soong wurde 1894 als Sohn des wohlhabenden Geschäftsmanns und bekannten Methodistenpredigers Charlie Soong in Shanghai geboren. Seine Brüder waren Soong Tse-liang und Soong Tse-an, seine Schwestern Soong Ai-ling, Soong Ching-ling und Soong Mei-ling, die als die Soong-Schwestern bekannt wurden.
Soong studierte in den USA und erlangte 1915 seinen Abschluss in Wirtschaftswissenschaft an der Universität von Harvard. 1917 kehrte er nach China zurück. Dort arbeitete Soong in der Wirtschaft, bis er 1923 von Sun Yat-sen, Gründer der Kuomintang und inzwischen mit Soongs Schwester Ching-ling verheiratet, als Finanzminister in dessen Regierung in Guangdong geholt wurde.
Nach der Wiedervereinigung Chinas wurde Soong 1928 Finanzminister in der Nationalregierung sowie Leiter der chinesischen Zentralbank. 1932 erfolgte seine Ernennung zum Ministerpräsidenten der Republik China. Aufgrund politischer Differenzen mit Chiang Kai-shek, trat er zwischen 1933 und 1934 von all seinen Ämtern zurück. Im Gegensatz zu Chiang und anderen führenden Kuomintang-Politikern, die erst die Kommunisten im Inneren besiegen wollten, vertrat Soong die Auffassung, dass sich China vorrangig und im Bündnis mit den Vereinigten Staaten und dem Vereinigten Königreich gegen den japanischen Expansionismus wenden sollte. Im Zuge des Sieges der Kommunisten am Ende des chinesischen Bürgerkriegs ging Soong 1949 in die USA, wo er 1971 starb.